# لیزا ان جاکن
لیزا ان جاکن (انگلیسی: Lisa Ann Jacquin؛ زادهٔ february ۲۲, ۱۹۶۲ (۶۳ سال)) ورزشکار اهل ایالات متحده آمریکا است.
وی در مسابقات کشوری و بین‌المللی در مجموع برندهٔ ۲ مدال نقره شده‌است.